# Balticconnector
Balticconnector är en naturgasledning under Finska viken mellan Ingå i Finland och Paldiski i Estland, vilken förbinder naturgasnäten i Finland och Estland, med anknytning också till Inčukalns underjordiska naturgasdepå i Lettland.
Investeringskostnaden för Balticconnector på omkring 300 miljoner euro finansierades till en tredjedel av Europeiska Unionen. Den togs i drift i januari 2020.
Naturgasledningen är sammanlagt 152 kilometer lång och består av en 21 kilometer lång ledning på land i Finland, en 77 kilometer lång havsledning samt 54 kilometer landledning i Estland. Den kan transportera naturgas i båda riktningarna, sammanlagt 7 miljoner kubikmeter per dag. Naturgasledningen invigdes i december 2019. Ledningens kapacitet är inledningsvis 0,9 miljoner kubikmeter per dag. Den planeras att utökas till 2,6 miljoner kubikmeter per dag.

## Historik

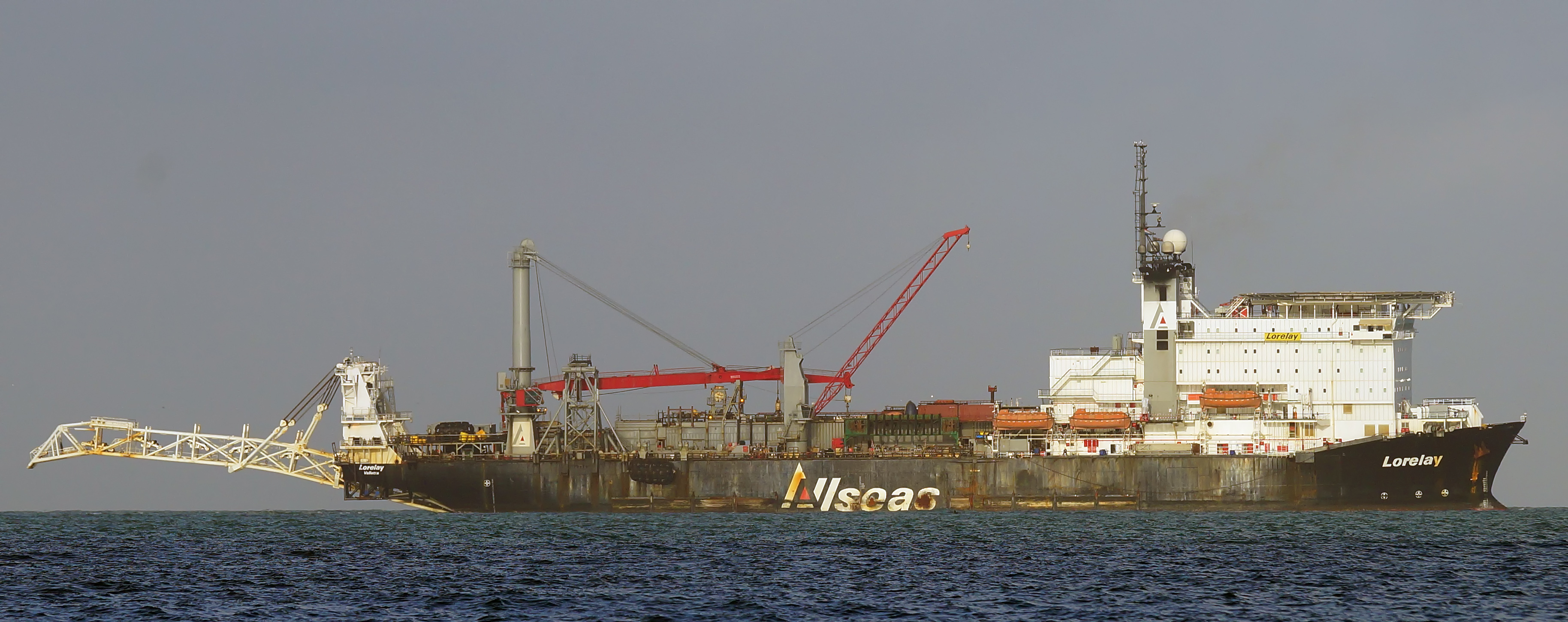
Rörläggningfartyget Lorelay

Projektekt föreslogs ursprungligen av det finländska gasföretaget Gasum och estniska Eesti Gaas, vilken senare ersattes som partner av EG Võrguteenus efter Estlands implementering av Europeiska Unionens tredje energipaket. EG Võrguteenus köptes senare av Elering, Estlands statliga ägare av landets transmissionsnät för elektricitet, naturgas och olja. Gasum hoppade 2015 av projektet med hänvisning till otillräcklig kommersiell lönsamhet.
År 2010 finansierade EU utredningar om ett utökat naturgasnät i och omkring Östersjön, vilka också innefattade Balticconnectorprojektet.
Naturgasledningen under Finska viken byggdes av Allseas Group med hjälp av utläggningsfartyget Lorelay.

## Flytande LNG-terminal
Gasgrid Finland och Fortum avtalade i juni 2022 om att hyra den flytande LNG-terminalen FSRU Exemplar för en tioårsperiod av Excelerate Energy Inc. Den ansluts till det finländska nätet i Ingå och till Balticconnector, som går 1,5 kilometer från kajplatsen.
Fartyget FSRU Exemplar är 291 meter långt och 43 meter brett. Dess volym fullt lastad är 151 000 kubikmeter flytande gas, vilket motsvarar omkring 68 000 ton LNG eller ett energiinnehåll på cirka 1 100 GWh. FSRU Exemplars regasifieringskapacitet är angiven som 5 bcm/år (bcm = billion cubic metres = miljarder kubikmeter). Detta motsvarar Finlands gasförbrukning i början av 00-talet, men denna har därefter minskat och har sedan 2018 legat på cirka 2,5 bcm/år, motsvarande cirka 28 TWh/år.

## Skada på ledningen
I oktober 2023 skedde en gasläcka i ledningen, som av den finländska regeringen misstänks ha orsakats av sabotage.